# Joseph Djida
Joseph Djida OMI (ur. 8 kwietnia 1945 w Mayo-Darlé, zm. 6 stycznia 2015 w Ngaoundéré) – kameruński duchowny katolicki, biskup Ngaoundéré w latach 2000-2015.

## Życiorys
W 1972 wstąpił do Zgromadzenia Misjonarzy Oblatów Maryi Niepokalanej, w którym cztery lata później złożył śluby wieczyste. Święcenia kapłańskie otrzymał 5 grudnia 1976. Po święceniach został wikariuszem parafii katedralnej w Garoua, gdzie pracował przez pięć lat. W latach 1982–1984 studiował w Ottawie, następnie wyjechał do Rzymu i studiował teologię dogmatyczną na Angelicum (uzyskując tytuł licencjata) oraz teologię moralną na Akademii Alfonsjańskiej. W 1991 powrócił do Kamerunu i podjął pracę jako nauczyciel w Instytucie Katolickim w Jaunde. W 1994 został mianowany rektorem seminarium w Maroua, zaś trzy lata później został wybrany przełożonym prowincji kameruńsko-czadyjskiej swego zgromadzenia.
23 października 2000 papież Jan Paweł II mianował go biskupem diecezjalnym Ngaoundéré. 25 lutego 2001 z rąk arcybiskupa Félixa del Blanco Prieto przyjął sakrę biskupią. 
Zmarł na atak serca.